# Chapaevsk
Huyện Chapaevsk (tiếng Nga: ? райо́н) là một huyện hành chính tự quản (raion), của Tỉnh Samara, Nga. Huyện có diện tích 50 km², dân số thời điểm ngày 1 tháng 1 năm 2000 là 82500 người. Trung tâm của huyện đóng ở Chapaevsk.